# Rękoczyn Sellicka
Rękoczyn Sellicka, manewr Sellicka – technika ułatwiająca intubację dotchawiczą i zapobiegająca wymiotom podczas jej wykonywania, polegająca na ucisku chrząstki pierścieniowatej do momentu potwierdzenia prawidłowości założenia rurki intubacyjnej.
Rękoczyn Sellicka powoduje zaciśnięcie przełyku, a także obniżenie głośni i lepsze jej uwidocznienie – zbyt mocny nacisk może jednak utrudnić wentylację oraz intubację pacjenta.
Zewnętrzny rękoczyn na szkielecie krtani (ang. external laryngeal manipulation, ELM) jest czynnością bardzo podobną do rękoczynu Sellicka, jednak polega na ucisku chrząstki tarczowatej (powyżej chrząstki pierścieniowatej) – ku tyłowi w kierunku przełyku, a następnie ku górze i na prawo. Pozwala on na uwidocznienie strun głosowych podczas intubacji.